# Статуя Свободи
Ста́туя Свобо́ди (англ. Statue of Liberty, повна назва — Свобо́да, що ося́ює світ, англ. Liberty Enlightening the World) — національний пам'ятник США, символ свободи, демократії та справедливості. Це одна з найвідоміших скульптур у США та у світі, часто звана «символом Нью-Йорка і США», «символом свободи і демократії», «Леді Свобода». Це подарунок французьких громадян до 100-річчя Декларації незалежності США від 4 липня 1776 року.

## Опис
Статуя Свободи розташована на острові Свободи (англ. Liberty Island) (до 1956 року острів Бедлоу, хоча його називали «островом Свободи» уже з початку XX ст.), приблизно за 3 км на південний захід від південного округу Мангеттен, одного з округів Нью-Йорка. Територія острова Свободи спочатку належала до штату Нью-Джерсі, потім перебувала у віданні Нью-Йорка, а тепер перебуває у федеральному управлінні.
Богиня свободи тримає смолоскип у правій руці і табличку в лівій. Напис на табличці свідчить «англ. JULY IV MDCCLXXVI» («4 липня 1776»), дата підписання Декларація незалежності США. Одна нога «Свободи» стоїть на розбитих оковах.
У короні статуї розташовано 25 вікон, які символізують земні коштовні камені і небесні промені, що освітлюють світ. Сім променів на короні статуї символізують сім морів і сім континентів, як це вважається у західній географічній традиції. Загальна вага міді, використаної для відливу статуї, — 62 тис. фунтів (31 тонна), а загальна вага її сталевої конструкції — 250 тис. фунтів (125 тонн). Загальна вага цементної підстави — 54 млн. фунтів (27 тис. тонн). Товщина мідного покриття статуї — 3/32 дюйма або 2,37 мм.
Висота від землі до кінчика смолоскипа — 93 метри (ця цифра включає основу і п'єдестал). Висота самої статуї, від верху п'єдесталу до смолоскипа — 46 метрів. Відвідувачі проходять 356 сходинок до корони статуї свободи або 192 сходинки до вершини п'єдесталу.
Статуя була збудована з тонких листів міді, які карбувалися в дерев'яних формах. Сформовані листи потім були встановлені на сталевий каркас.
З дня свого відкриття, статуя служила навігаційним орієнтиром і використовувалася як маяк.
Зазвичай статуя відкрита для відвідувачів, як правило, що прибувають на поромі. З корони, в яку можна піднятися по сходах, відкривається великий вид на нью-йоркську гавань. У музеї, розташованому в п'єдесталі (і доступному на ліфті) знаходиться виставка історії статуї.

## Історія

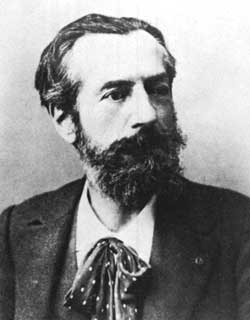
Ф. О. Бартольді

У 1856 році французький професор-правознавець і громадський діяч Едуар де Лабуле при зустрічі з молодим скульптором Фредеріком Огюстом Бартольді висунув ідею спорудження монумента, який спочатку мислився, як пам'ятник на честь війни за незалежність США.
Незабаром Бартольді прибув до Сполучених Штатів, де звернув увагу на острів Бедлоу, на якому ще від початку XIX ст. стояв форт у формі зірки, що на його думку був найвдалішим місцем для майбутнього монумента. Місце було затверджене Актом Конгресу 1877 року.
Повернувшись до Парижа, скульптор знов зустрівся з Лабуле і вже передав йому проєкт. У ті роки Бартольді виконував багато замовлень, але створення монумента для Америки стало його головною роботою впродовж п'ятнадцяти років.
Задум статуї виник з давнього епізоду, який він побачив під час вуличних боїв у Парижі в 1851 році. Йому запам'яталася дівчина з барикади, в легкому вбранні і з піднятим у руці палаючим смолоскипом, яка і стала прообразом статуї.
Перша глиняна модель була заввишки чотири фути, потім скульптор зробив ще три робочі моделі, що послідовно збільшувалися в розмірах. Вони коректувалися і дороблялися доти, доки не був досягнутий оптимальний варіант.
У Франції Бартольді потребував допомоги інженера для вирішення конструктивних питань, пов'язаних зі спорудженням такої гігантської мідної скульптури. Отже інженеру Густавові Ейфелю (майбутньому творцеві Ейфелевої вежі) він доручив спроєктувати масивну чавунно-сталеву опору і проміжний підтримуючий каркас, який дозволить мідній оболонці статуї рухатися вільно, зберігаючи при цьому вертикальне положення. Детальні розробки Ейфель передав своєму помічникові, досвідченому інженеру з будівельних конструкцій Морісу Кехліну. Бетонну основу під статуєю виготовлено з німецького цементу. Фірма «Дюккехофф» виграла тендер на постачання цементу для будівництва фундаменту Статуї Свободи в Нью-Йорку, який для того часу був найбільшою бетонною конструкцією у світі.
Для фінансування проєкту було засновано Франко-Американський союз на чолі з Лабуле. Французький комітет в Парижі очолив Фердинанд де Лессепс, будівельник Суецького каналу. На чолі американського комітету став юрист Вільям Евартс.
Французька сторона повинна була забезпечити будівництво статуї, а американська — п'єдесталу для неї.
До початку 1884 року робота над статуєю була завершена. Усередині в ній змонтували сходи і впродовж трьох місяців парижани могли її оглядати в остаточному вигляді. Серед відвідувачів був і знаменитий письменник Віктор Гюґо.
В цей час у США збір коштів на п'єдестал просувався досить мляво. До початку 1884 року тільки почалося бетонування фундаменту.
Місце для статуї Свободи в нью-йоркській гавані, затверджене Актом Конгресу 1877 року, було вибрано генералом Вільямом Шерманом, з урахуванням побажань самого архітектора Бартольді, на острові Бедлоу, де ще з початку XIX ст. стояв форт у формі зірки.
Навесні 1885 року, після місячної подорожі, французький військовий вітрильник «Ізер» доставив статую в Нью-Йорську гавань. Для перевезення статую розібрали на 350 частин і спакували в 214 ящиків. (Її права рука з смолоскипом, закінчені раніше, вже експонувалися на Всесвітній виставці в Філадельфії в 1876, а потім у Медісон Сквер у Нью-Йорку). Статую зібрали на її новій підставі за чотири місяці. Урочисте відкриття статуї Свободи, на якому виступив президент США Гровер Клівленд, відбулося 28 жовтня 1886 р. у присутності тисяч глядачів. Як французький подарунок до сторічної річниці американської революції він запізнився на десять років.

## Новий Колос

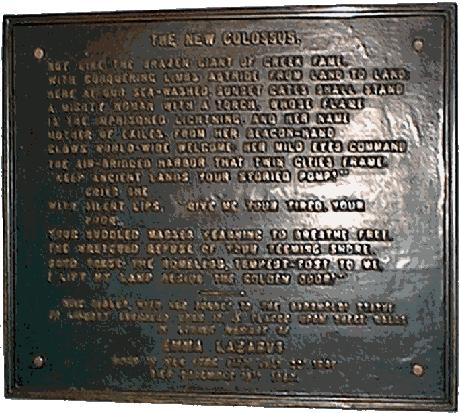
Пластина «Новий Колос»

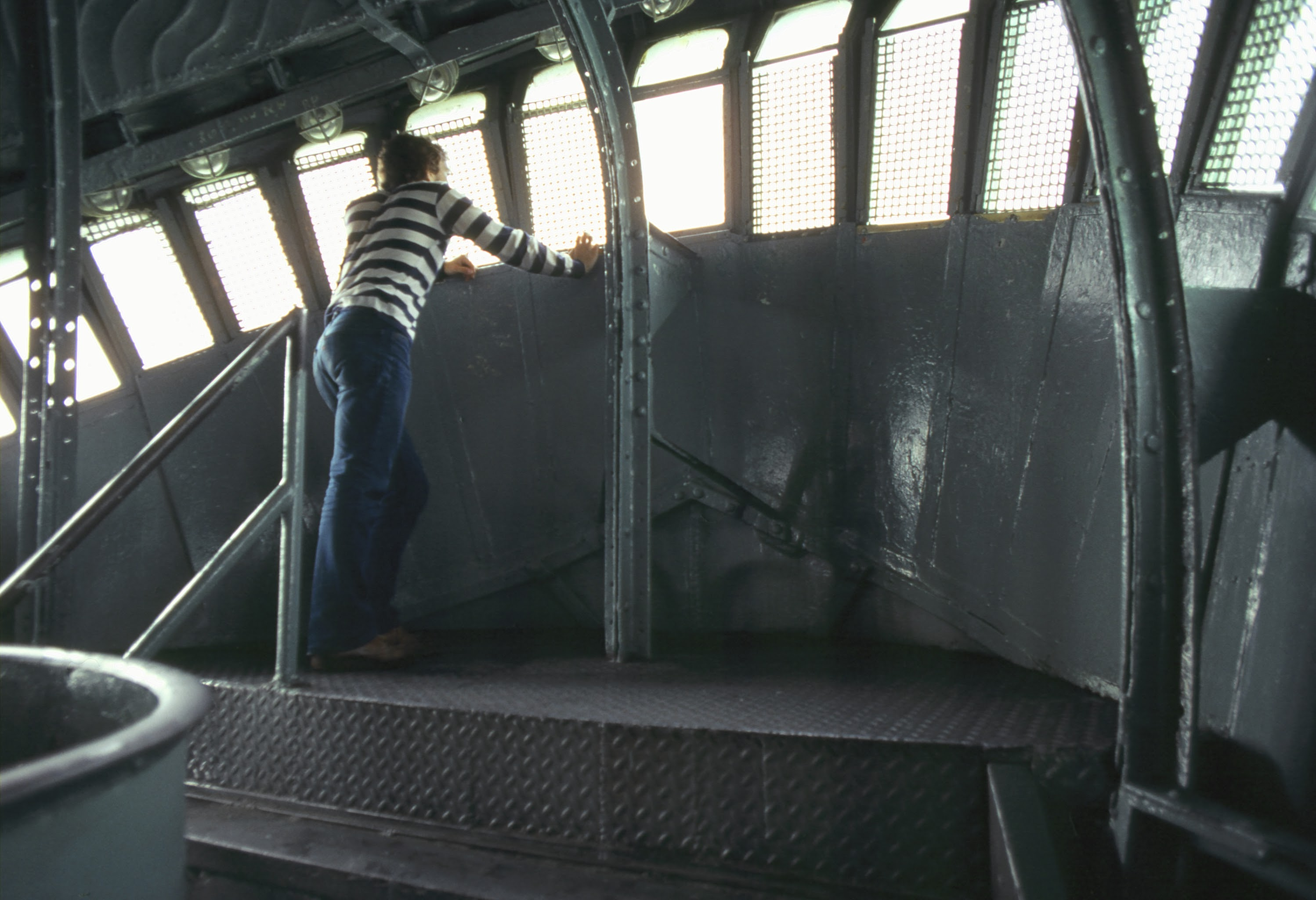
Всередині корони статуї

У 1883 році американська поетеса Емма Лазарус написала сонет «Новий Колос», присвячений статуї Свободи. 20 років потому, у 1903 він був вигравійований на бронзовій пластині і прикріплений на стіні в музеї, що знаходиться в п'єдесталі статуї. Знамениті останні рядки «Свободи»:
«Keep, ancient lands, your storied pomp!» cries she: With silent lips. «Give me your tired, your poor,
Your huddled masses yearning to breathe free,
The wretched refuse of your teeming shore.
Send these, the homeless, tempest-tossed to me,
I lift my lamp beside the golden door!»
Український дослівний переклад:
«Залиште, землі стародавні, хвалу століть собі!»: Волає мовчки. «Дайте мені втомлений ваш народ,
Всіх спраглих зітхнути вільно, кинутих у нужді,
З тісних берегів гнаних, бідних і сиріт.
Так шліть їх, бездомних і виснажених, до мене,
Я піднімаю смолоскип мій біля золотих воріт!»

## Статуя як пам'ятник культури
Історія статуї Свободи і острова, на якому вона стоїть — історія змін. Статуя була поміщена на гранітний п'єдестал всередині форту Вуд, побудованого до війни 1812, стіни якого викладені у формі зірки. Служба маяків США відповідала за обслуговування статуї до 1901 р. Після 1901 р. ця місія була покладена на військовий департамент. Президентською постановою від 15 жовтня 1924 р. форт Вуд (і статуя на його території) був оголошений національним пам'ятником, межі якого збігалися з кордонами форту.
28 жовтня 1936, на 50-річному ювілеї відкриття статуї, президент США Франклін Рузвельт сказав «Свобода і мир — речі живі. Щоб вони продовжували існувати, кожне покоління має охороняти їх і вкладати в них нове життя».
У 1933 р. обслуговування національного пам'ятника було передано Службі національних парків. 7 вересня 1937 площа національного пам'ятника була збільшена і поширилася на весь острів Бедлоу, який в 1956 р. був перейменований в острів Свободи. 11 травня 1965 р. острів Елліс був також переданий Службі національних парків і став частиною національного меморіалу «Статуя Свободи». У травні 1982 р. президент Рональд Рейган доручив Лі Якокка очолити рух приватного сектору по реставрації статуї Свободи. На реставрацію було зібрано 87 млн доларів завдяки партнерству Служби національних парків та корпорації «Статуя Свободи — острів Елліс», який став успішним співробітництвом державного та приватного сектору в американській історії. У 1984 на початку робіт з її реставрації, статуя Свободи була внесена в Список Всесвітньої спадщини ЮНЕСКО. 5 липня 1986 р. відреставрована статуя Свободи була знов відкрита для відвідувачів під час Вік-енду Свободи, присвяченого її сторіччю.

## Статуя і безпека
Статуя і острів були закриті з 11 вересня 2001 по 3 серпня 2004 р. внаслідок терористичної атаки на Всесвітній торговий центр. 4 серпня 2004 року пам'ятник — відкрили, проте сама статуя, включаючи корону, залишалися закритою. На внутрішній каркас статуї можна було глянути через прозору стелю п'єдесталу. І туди, і на оглядовий майданчик у п'єдесталі потрапити можна було лише з організованою екскурсією. Сам доступ на острів супроводжувався новими обмеженнями та перевірками з метою безпеки. Статуя і її корона були знову відкриті для екскурсій з 4 липня 2009 р. Сходи на смолоскип як і раніше закриті (з 1916 року). На відвідувачів Острова Свободи і Статуї досі поширюються обмеження, у тому числі особистий огляд, аналогічний перевірці безпеки в аеропортах.

## Використання зображення

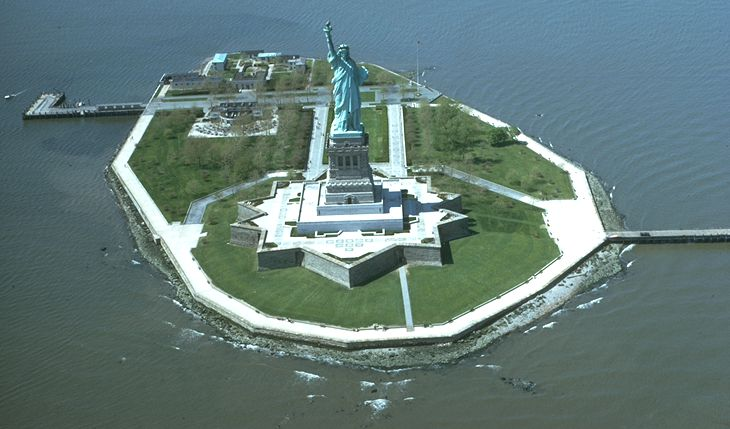
Острів Свободи

Будучи національним символом Америки, Статуя Свободи неодноразово зображалась на монетах і поштових марках
Вперше вона з'явилась на пам'ятних монетах в 1986 році в ознаменування свого сторіччя. У 2001 році в Нью-Йорку надійшли в обіг монети пам'ятної серії «Двадцатип'ятицентових монет п'ятдесяти штатів». На зворотному боці платинових десятидоларових монет 1998 року викарбувано голову Свободи. Зображення Статуї Свободи з 2007 року розміщене на реверсі однодоларових монет серії, присвяченої президентам США. На десятидоларових купюрах 1996—2009 років у вигляді фону присутній смолоскип Свободи.

Зображення статуї широко використовуються у символіці регіональних організацій та установ США. У штаті Нью-Йорк її контур був на номерних знаках транспортних засобів між 1986 та 2000 роками. «New York Liberty», професійний жіночий баскетбольний клуб, що виступає у Східній конференції Жіночої національної баскетбольної асоціації, використовує ім'я Статуї у своїй назві, а її зображення — у своїй емблемі. Голова Свободи зображена на додатковій формі хокейного клубу НХЛ «Нью-Йорк Рейнджерс» починаючи з 1997 року. Національна асоціація студентського спорту для емблеми баскетбольного чоловічого фіналу 1996 року використала символічне зображення статуї. В емблемі Лібертаріанської партії США використане стилізоване зображення смолоскипа Свободи.

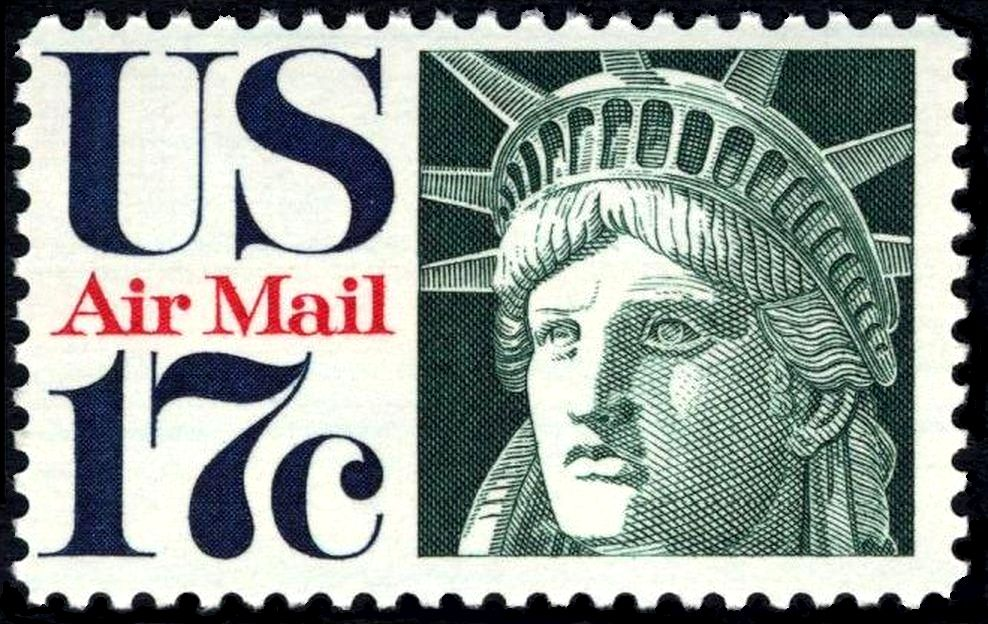
Голова Свободи на поштовій марці 1971 року
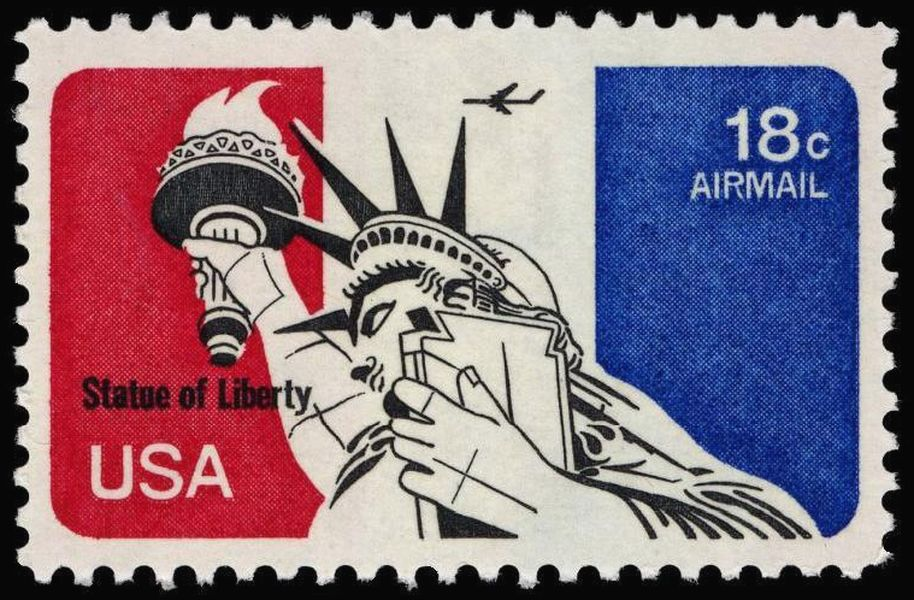
Статуя Свободи на поштовій марці 1974 року
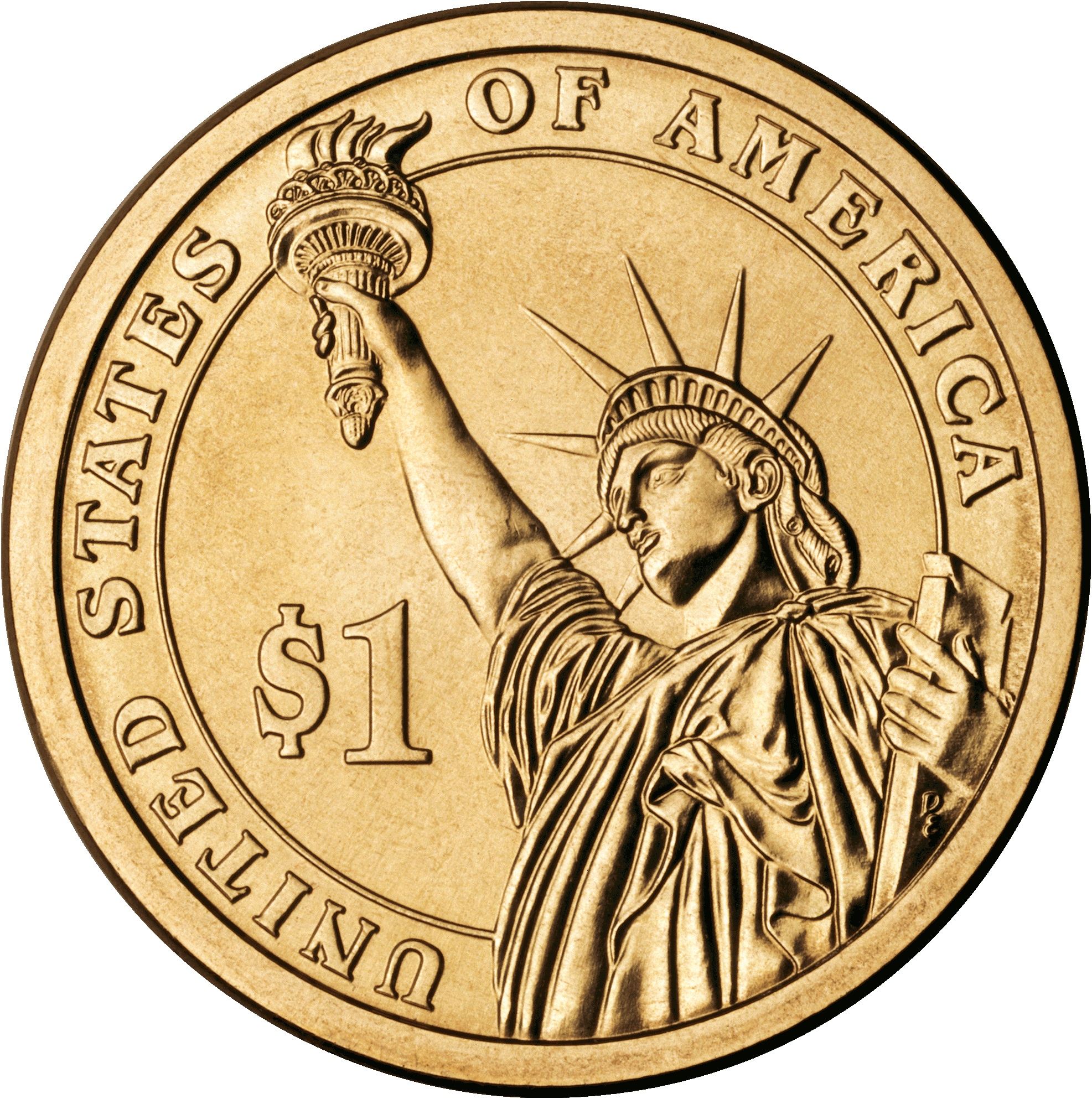
Свобода на однодоларовій президентській монеті

## Статуї Свободи в інших містах

### Україна
Львів. Центральна постать скульптурної групи авторства Леонарда Марконі, розміщеної на куполі музею етнографії (будинок № 15 на проспекті Свободи), серед львів'ян і гостей міста отримала назву «Статуя Свободи». І це не дивно, адже жіноча постать тримає в руці смолоскип, а на голові має променисту «корону», подібну до нью-йоркської. Насправді ж скульптурна жінка символізує «Ощадність», бо прикрашає споруду, збудовану 1891 року як приміщення Галицької ощадної каси. В радянські часи про цю композицію жартували: «В СРСР навіть Свобода сидить». Приблизно у 1982–1983 рр. рука зі смолоскипом відламалася, впала і вбила жінку. Статуя стояла без руки майже 15 років. Зараз руку відновлено — її прикріпили до куполу будинку, що видно на фото.
«Чоловіча Статуя Свободи» у місті Дрогобич. На фасаді колишнього будинку Дрогобицького повітового староства (у стилі необароко) розміщена двометрова скульптура Статуї Свободи (автор невідомий). На відміну від інших міст, дрогобицька статуя свободи цікава тим, що зображає не жіночу постать, як це поширено, а чоловічу — оголеного юнака, якого, частково, прикриває шлейф тканини, який буцімто майорить; у правій руці знаходиться смолоскип з вогнем, а в лівій — букет соняшників; поруч нього сидять діти-купідони (?), які разом зі статуєю розташовані на стилізованій скелі.
За своїм зовнішнім стилем, дрогобицька статуя має віддалену схожість на скульптури Аполлона. За іншими інтерпретаціями, можна, безпосередньо, в образі місцевої статуї проглядати бога сонячного світла Геліоса (за часів Евріпіда Геліоса почали ототожнювати з Аполлоном). Увагу звертаємо на те, що в правій руці статуя тримає букет «квітів сонця» — соняшники. Попри це, для містян дана скульптура загально відома як Дрогобицька Статуя Свободи на фасаді Дрогобицького педагогічного ліцею.
Ужгород. Найменша у світі статуя Свободи, автором якої є скульптор Михайло Колодко та архітектор Олександр Безик, розміщена в місті Ужгород на парапеті Пішохідного мосту, 30 сантиметрова скульптура, створена з ініціативи керівника кафедри туризму Ужгородського національного університету Федора Шандора, вилита з бронзи в місті Будапешт вагою 4 кг є реально діючим маяком на несудохідній річці Уж, де щороку відбувається жартівливі змагання Ужгородська регата. Скульптурна жінка символізує любов закарпатців до всього неповторного та оригінального, та є найменшою скульптурою статуї Свободи у світі, до того ж діючим маяком.
Рівне. У місті Здолбунів Рівненської області біля заводу «Волинь-Цемент» знаходиться зменшена копія американської статуї Свободи. Монумент з'явився на тому самому місці, де до 1990 року стояв пам'ятник Леніну. Завод «Волинь-цемент» входить до групи підприємств німецької компанії Dyckerhoff AG. Встановлення копій відомих пам'яток у містах, де працюють заводи групи, є традицією цієї компанії. У 1880-х роках саме Dyckerhoff виграла тендер на постачання цементу для будівництва фундаменту статуї Свободи в Нью-Йорку.

### Франція
Париж. Найбільше екземплярів Статуї Свободи знаходиться на її батьківщині — у Франції. У Парижі їх дві. Одна, висотою 11,50 метри, стоїть на Лебединому острові (фр. Ile aux Cygnes). Це був вже подарунок США у відповідь на подарунок Франції. Крім неї, в Люксембурзькому саду, знаходиться власне прототип Статуї Свободи, меншого розміру. Саме цей варіант був моделлю, яку використав Бартольді для статуї, подарованої американцям.
На березі Сени, на мості Альма, знаходиться також копія смолоскипа зі Статуї Свободи, подарована США Франції в 1986 році. Туристи іноді помилково вважають її пам'ятником принцесі Діані, яка загинула в тунелі під мостом в 1997 році.
Кольмар. 4 липня 2004 р., на честь 100-річчя з дня смерті Фредеріка Огюста Бартольді, в його рідному місті Кольмар на сході Франції (провінція Ельзас) була встановлена зменшена 12-метрова копія знаменитої статуї Свободи. Вона була створена на основі 128-сантиметрової моделі, яка зберігається в музеї міста Кольмар.

### Латвія
Рига. Існує Статуя Свободи в Ризі цілком іншого архітектурного і скульптурного вирішення.

### Японія
Токіо. Статуя Свободи встановлена в Токіо Одайба.

## Галерея

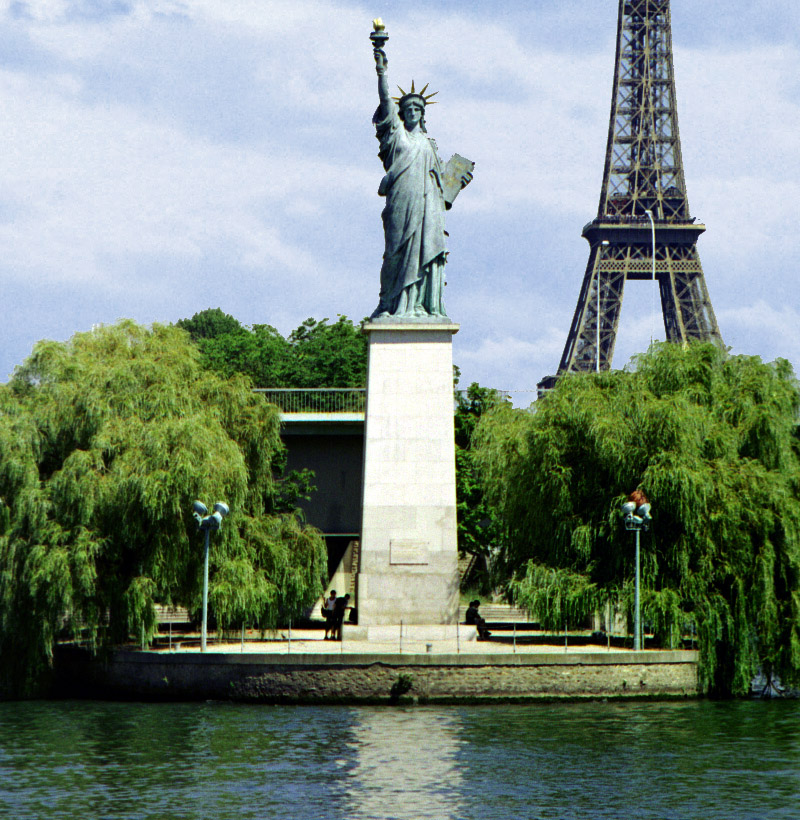
Статуя Свободи на Лебединому острові в Парижі, Франція
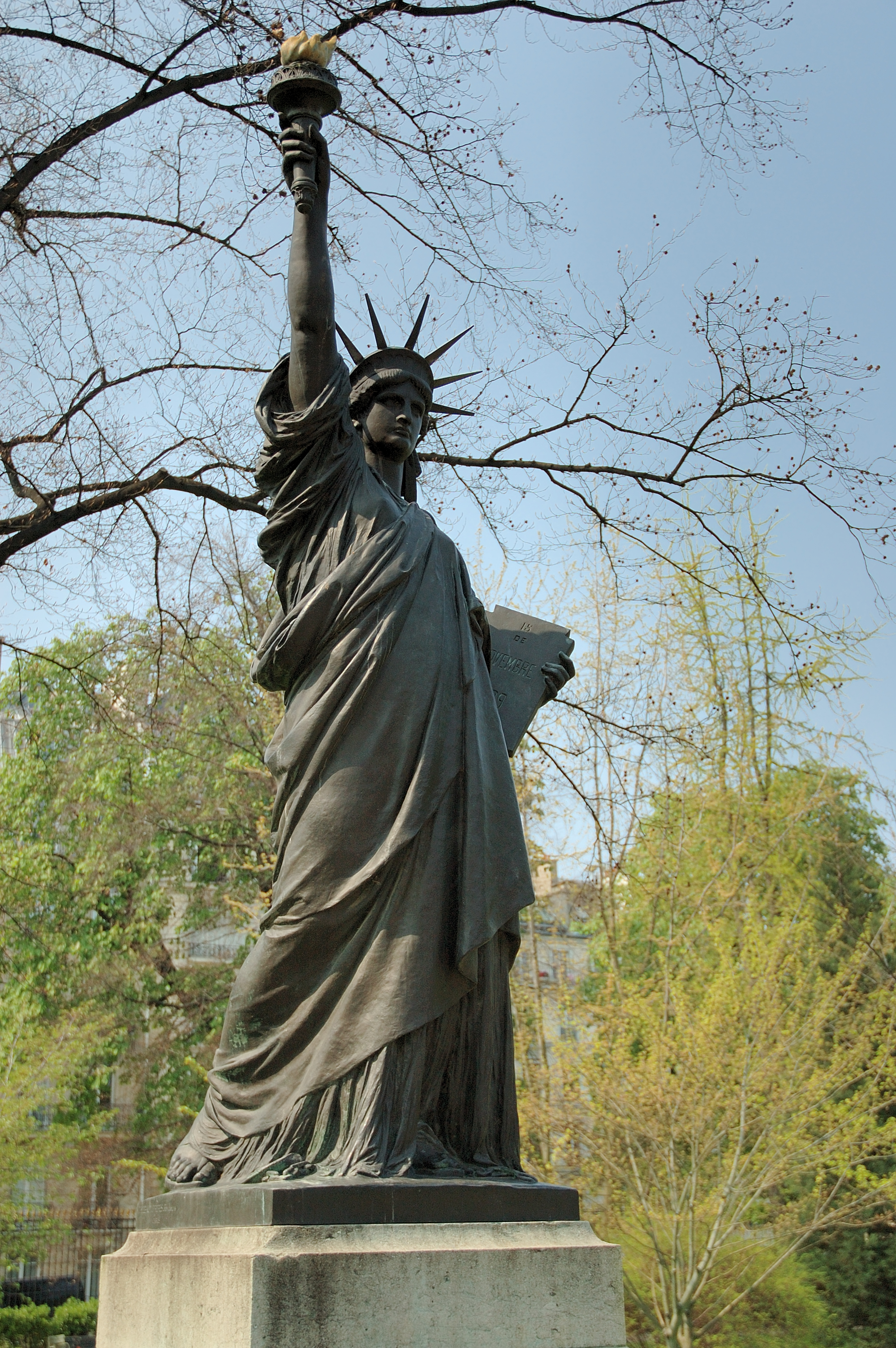
Статуя Свободи в Люксембурзькому саду Парижа, Франція
Монумент Свободи в Ризі, Латвія
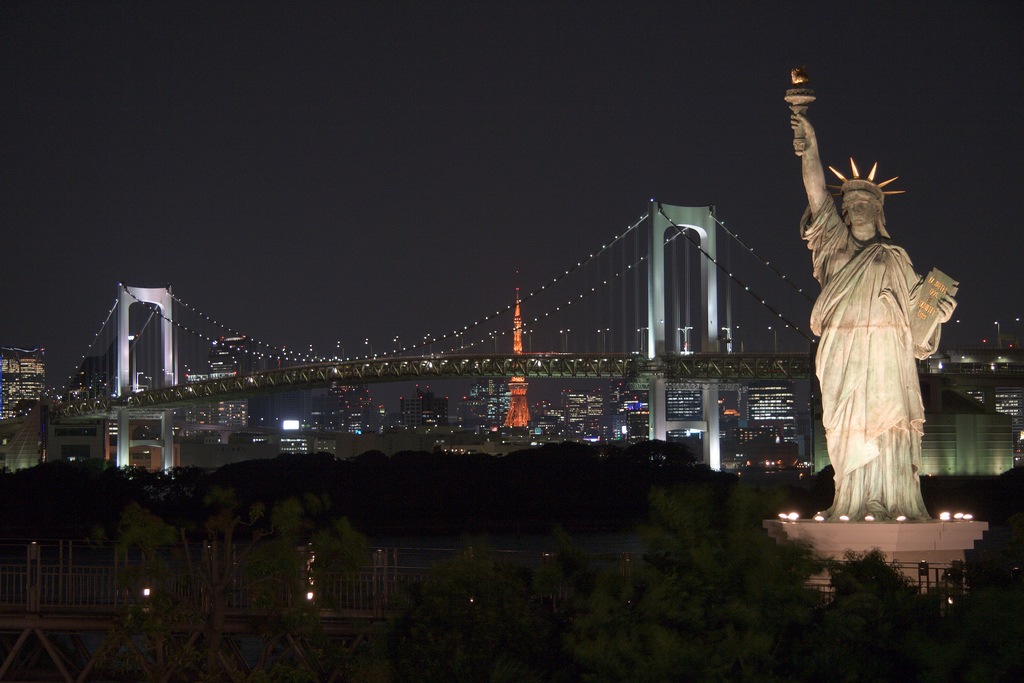
Копія Статуї свободи, на острові Одайба (Токіо), на тлі Райдужного мосту, Японія
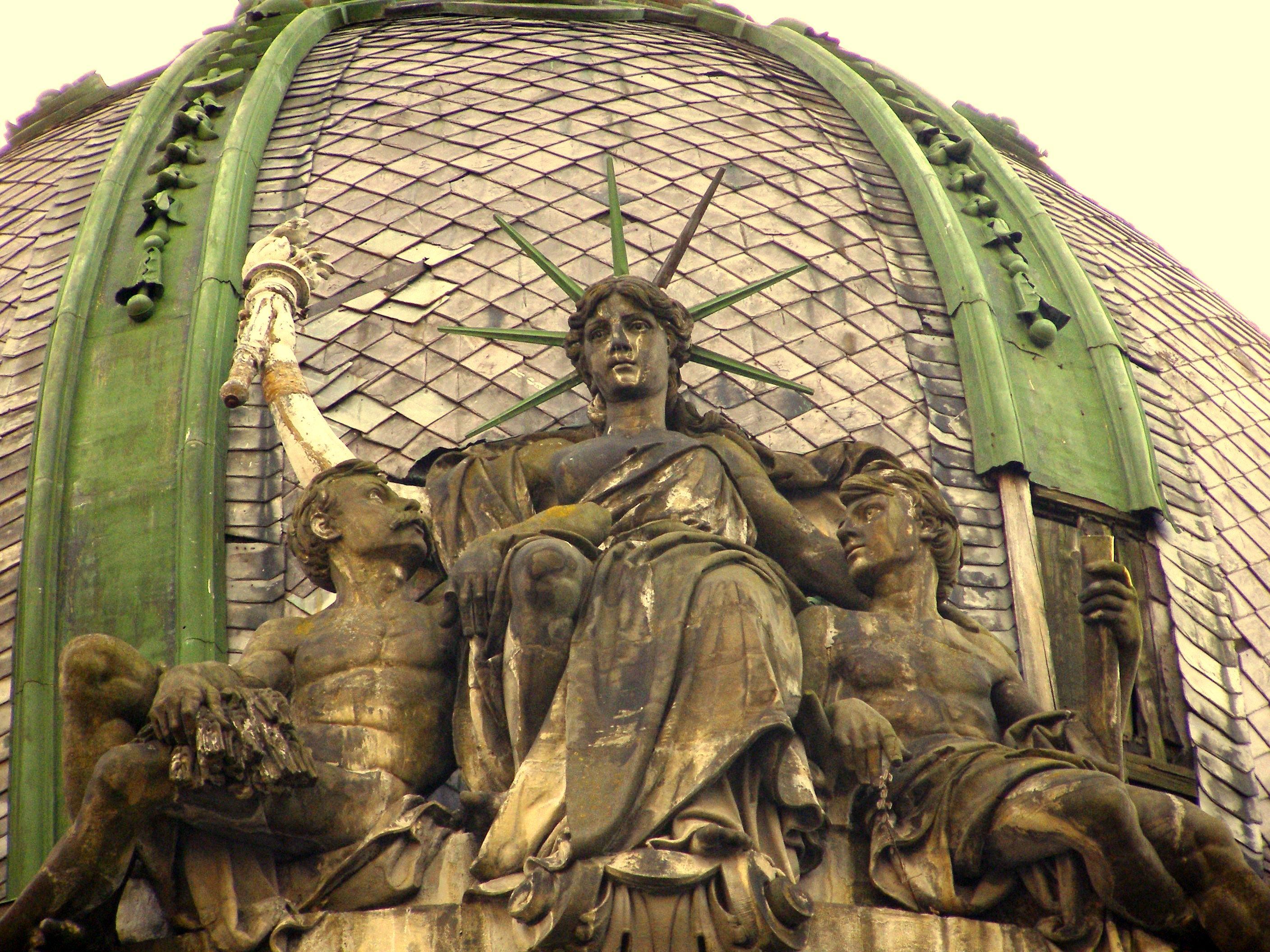
Скульптурна композиція "Ощадність" ("Свобода"), Львів, проспект Свободи, 15
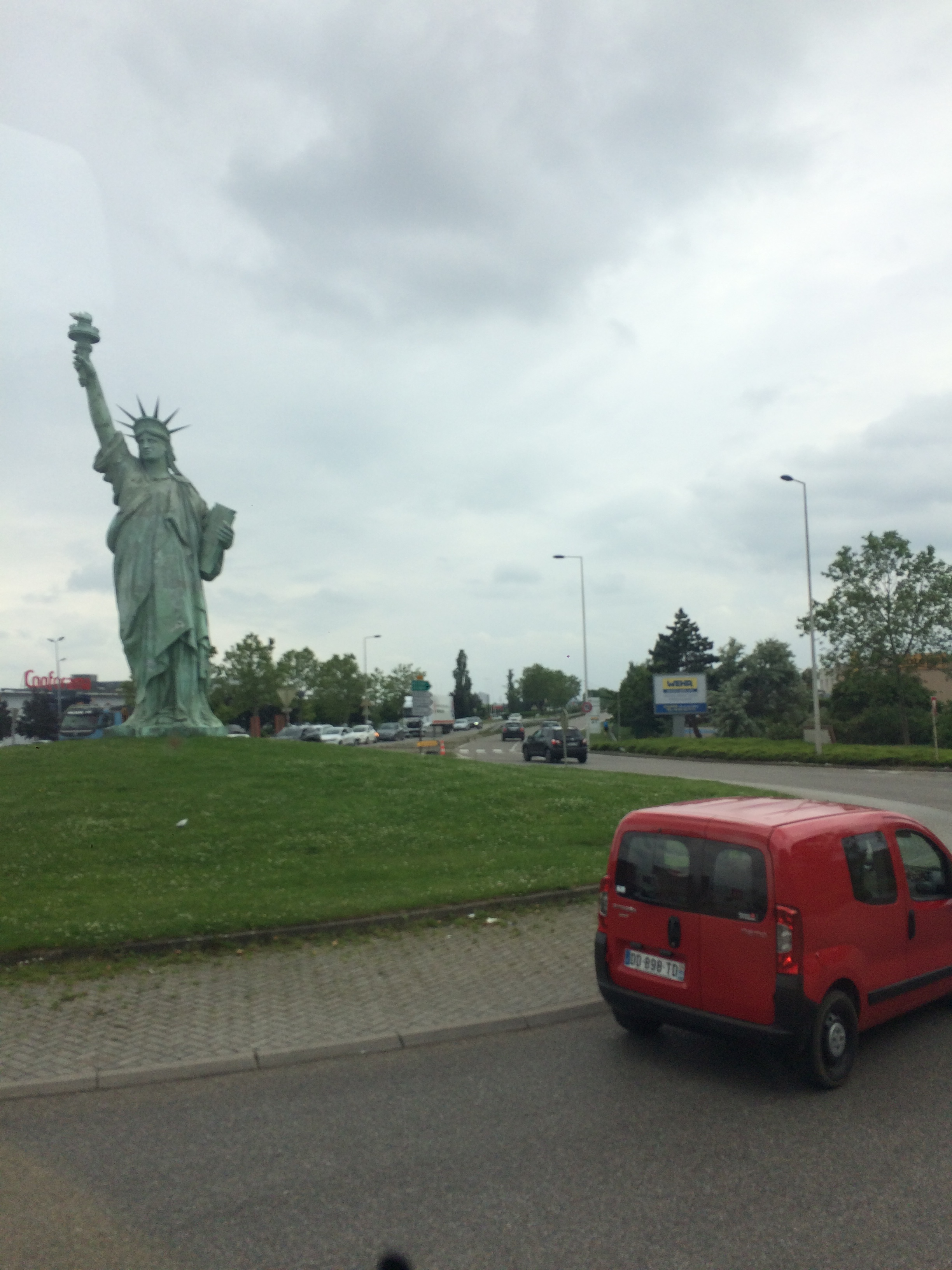
Статуя Свободи, Кольмар
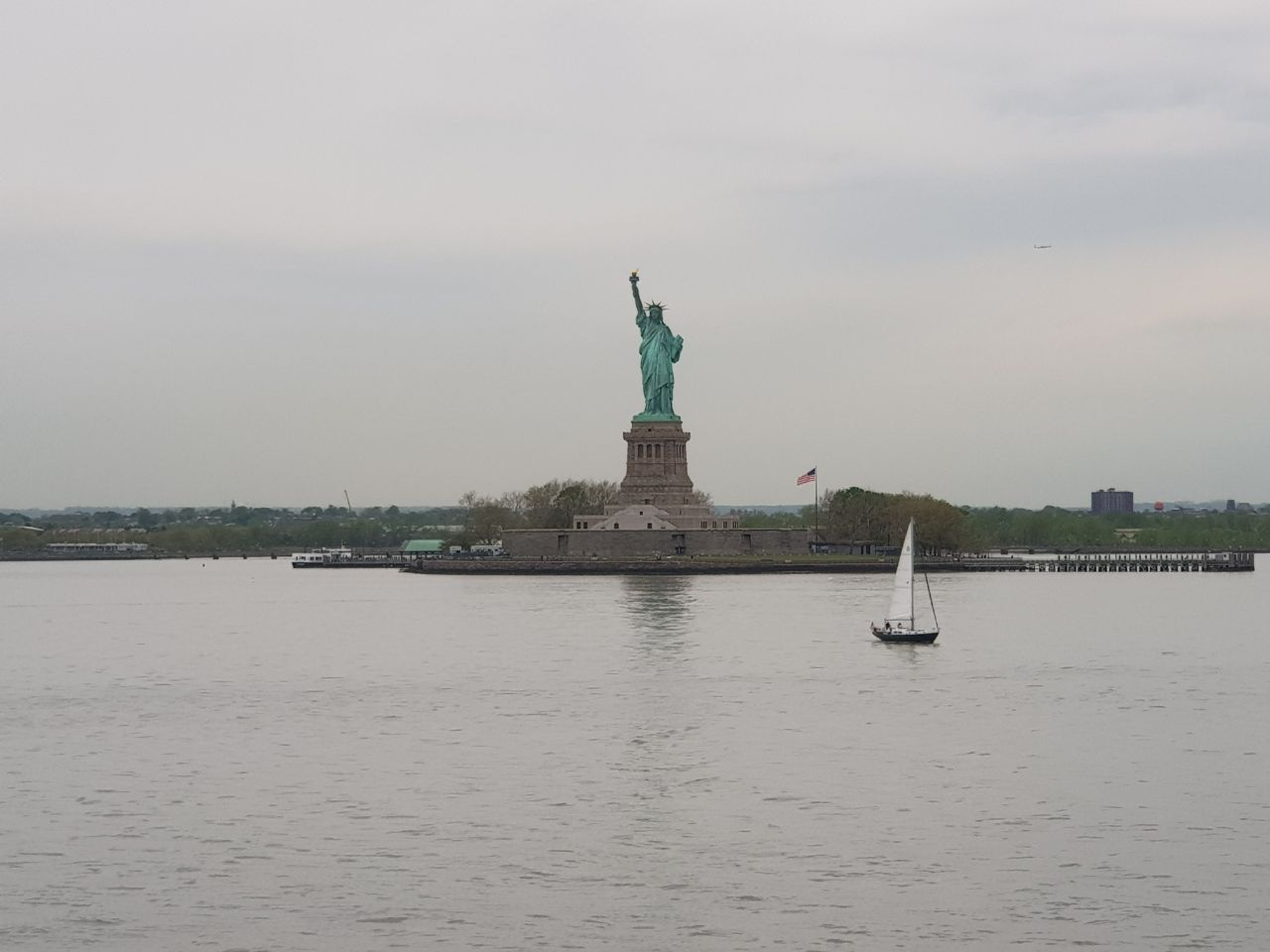